# Stephantsminda
Stephantsminda (en géorgien : სტეფანწმინდა) est une ville de Géorgie située dans la région de Mtskheta-Mtianeti. Jusqu'en janvier 2006 elle porte le nom de Kazbegui (en géorgien : ყაზბეგი).
La ville compte 1 326 habitants en 2014.
Elle est la capitale du district de Kazbegui.

## Histoire
Son nom signifie Saint-Étienne, en référence à Étienne, le premier protomartyr de la chrétienté, et plus exactement à un moine local portant ce nom.
La petite région a été une partie de la région de Khévi (en), relativement autonome, dirigée par un patriarcat féodal (Khevisberi (en)), avant la domination des ducs d'Aragvi (1743), de la haute vallée de l'Aragvi.
L'arrivée des Russes, en 1801, en Géorgie, entraîne des soulèvements dès 1804.
L'église de la Trinité de Guerguétie, sur une hauteur proche, est depuis très longtemps un lieu de pèlerinage important.

## Géographie
La ville est établie dans une vallée d'un affluent du cours supérieur du fleuve Terek, à une altitude de 1 740 m, aux pieds des montagnes : mont Kazbek et mont Chani.
La région est un lieu privilégié pour les activités sportives de haute montagne.
Strabon atteste l'existence d'un passage transcaucasien Nord-Sud au début de notre ère.
Le parcours est facilité depuis la visite de Gottlob Curt Heinrich von Tottleben, puis la construction de la Route militaire géorgienne terminée en 1863, reliant Tbilissi et Vladikavkaz.